# Gennadi Iwanowitsch Bessubenkow
Gennadi Iwanowitsch Bessubenkow (russisch Геннадий Иванович Беззубенков, wiss. Transliteration Gennadij Ivanovič Bezzubenkov, auch Genady Bezzubenkov; * 28. April 1949 in Staraja Witelewka, Rajon Barysch, Oblast Uljanowsk) ist ein sowjetischer und russischer Opernsänger (Bass). Er wurde als Volkskünstler der Russischen Föderation (2002) ausgezeichnet und ist Preisträger des Staatspreises der Russischen Föderation (1998).

## Leben
Gennadi Bessubenkow absolvierte das Leningrader Staatskonservatorium, benannt nach N. A. Rimski-Korsakow, wo er in den Klassen von Boris M. Luschin und Nadeschda L. Welter studierte. Seit 1989 ist er Solist am Mariinski-Theater und ist mit diesem in verschiedenen Ländern getourt.
Das Bühnenrepertoire des Sängers umfasst über sechzig Rollen (siehe unten). Sein Konzertrepertoire umfasst die Basspartien in Verdis Requiem, Mozarts Requiem, Haydns Schöpfung, Beethovens 9. Symphonie, Dvořáks Stabat mater, Strawinskys Les Noces, Swiridows Petersburg (nach Alexander Blok), Pendereckis Utrenja, Sofia Gubaidulinas Johannespassion und Nikolai Karetnikows Das Mysterium des Apostels Paulus.
Zu den Dirigenten, mit denen er zusammengearbeitet hat, gehören Waleri Gergijew, James Levine, Juri Temirkanow, Jewgeni Swetlanow, Mariss Jansons und Gintaras Rinkevičius.

## Rollen
Zu seinem Rollen zählen:
- Iwan Sussanin (Ein Leben für den Zaren)
- Farlaf, Swetosar (Ruslan und Ljudmila)
- Aminachar, Mâtho (Salammbô, Konzertaufführung)
- Warlaam, Pimen (Boris Godunow)
- Iwan Chowanski, Dossifei (Chowanschtschina)
- Kum, Tscherewik (Der Jahrmarkt von Sorotschinzy, Konzertaufführung)
- Kontschak (Fürst Igor)
- Fürst Gudal (Der Dämon)
- Fürst Gremin (Eugen Onegin)
- Narumow (Pique Dame)
- René, Bertrand (Jolanthe)
- Tschub (Die Nacht vor Weihnachten)
- Juri Tokmakow (Pskowitjanka)
- Meereszar, Duda, Waräger-Gast, Luka (Sadko)
- Wassili Sobakin (Die Zarenbraut)
- Fürst Juri Wsewolodowitsch (Die Legende von der unsichtbaren Stadt Kitesch und von der Jungfrau Fewronija)
- Geist Virgils (Francesca da Rimini)
- Kammerherr (Le rossignol)
- General, ein dicker Engländer (Der Spieler)
- König Treff, Herold, Tschelio der Zauberer (Die Liebe zu den drei Orangen)
- Faust (Der feurige Engel)
- Tkatschenko (Semjon Kotko)
- Don Carlos, Mendoza (Die Verlobung im Kloster)
- Kutscher Balaga, Marschal Davout, Graf Rostow, Kutusow und Jermolow (Krieg und Frieden)
- Arzt (Die Nase)
- Boris Timofejewitsch, Priester und alter Sträfling (Katerina Ismailowa)
- Gawrjuschka (Die Spieler)
- Sossima (Die Brüder Karamasow)
- Alidoro (La Cenerentola)
- Banquo (Macbeth)
- Dottore Grenvil (La traviata)
- Padre Guardiano, ein Alcalde (La forza del destino)
- der König von Ägypten, Ramfis (Aida)
- Großinquisitor (Don Carlos)
- Lodovico, Montano (Otello)
- Timur (Turandot)
- Coppélius (Hoffmanns Erzählungen)
- Papst Clemens VII. (Benvenuto Cellini)
- Komtur (Don Giovanni)
- alter Hebräer (Samson et Dalila)
- Bartolo (Le nozze di Figaro)
- Don Alfonso (Così fan tutte)
- Sprecher, Zarastro (Die Zauberflöte)
- Daland (Der fliegende Holländer)
- Landgraf (Tannhäuser)
- Heinrich der Vogler (Lohengrin)
- König Marke (Tristan und Isolde)
- Donner, Fafner (Das Rheingold)
- Hunding (Die Walküre)
- Fafner (Siegfried)
- Gurnemanz (Parsifal)
- erster Nazarener (Salome)